# Diuris semilunulata
Diuris semilunulata là một loài thực vật có hoa trong họ Lan. Loài này được Messmer mô tả khoa học đầu tiên năm 1943.